# 4879 Зикіна
4879 Зикіна (4879 Zykina) — астероїд головного поясу, відкритий 12 листопада 1974 року.
Тіссеранів параметр щодо Юпітера — 3,172.
Названо на честь Зикіної Людмили Георгіївної (рос. Людмила Георгиевна Зыкина, 1929 — 2009) — російської радянської співачки, народної артистки СРСР 1973 р., Героя Соціалістичної Праці 1987 р.